# Itajahya galericulata
Itajahya galericulata är en svampart som beskrevs av Möller 1895. Itajahya galericulata ingår i släktet Itajahya och familjen stinksvampar.   Inga underarter finns listade i Catalogue of Life.

## Bildgalleri

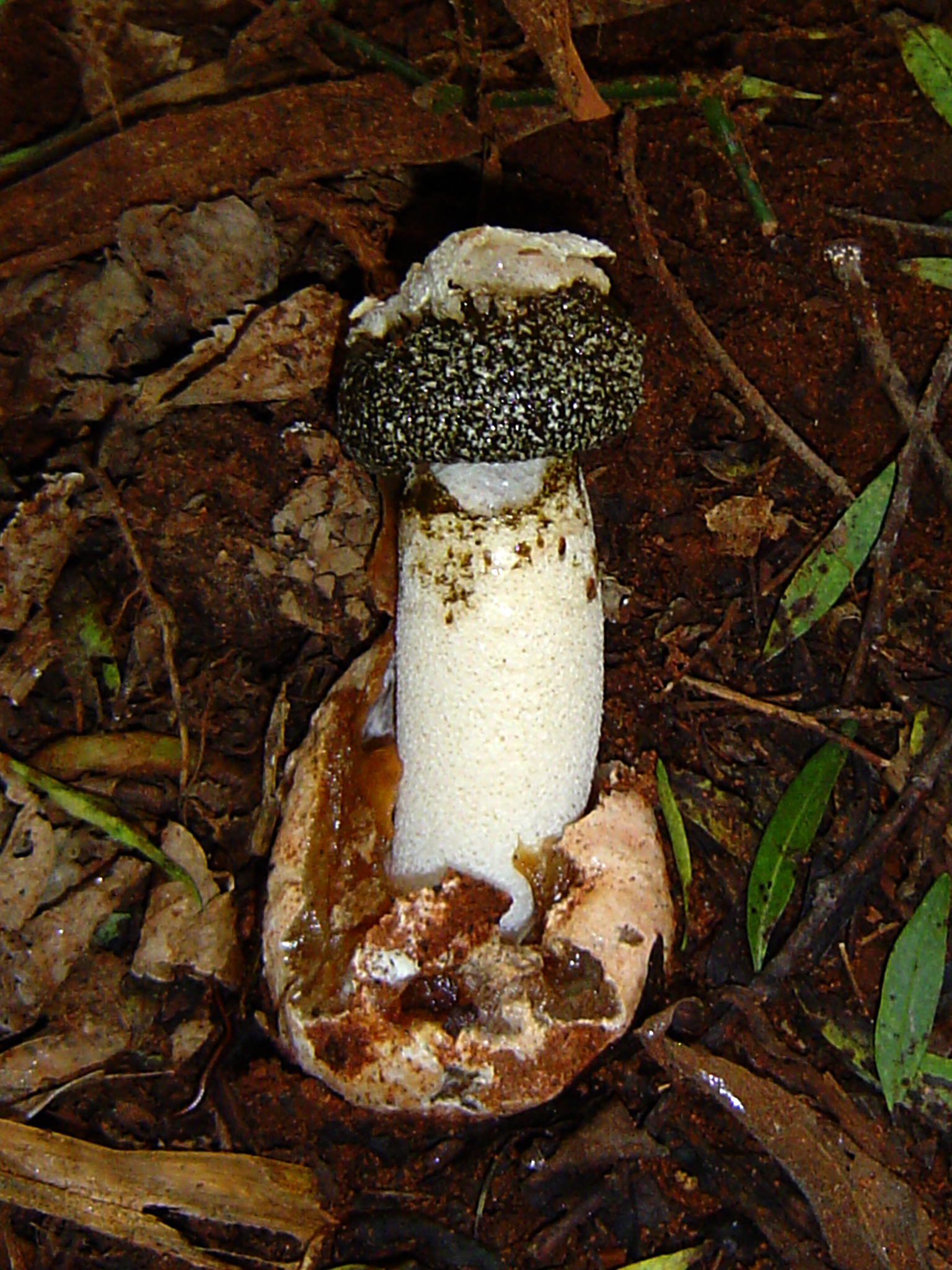